# Deficit di IgA
Per  deficit di IgA  in campo medico, si intende la forma più comune di immunodeficienza primitiva, dove è indicata una mancanza di IgA, una classe di anticorpi che protegge l'individuo da infezioni, presenti nel sangue e sulle mucose.

## Epidemiologia
Varia a seconda delle etnie: più frequente in quella caucasoide (1 caso su 400-700 persone)

## Sintomatologia
La patologia sovente non mostra sintomi e in tali casi la diagnosi è del tutto accidentale. Fra i sintomi e segni clinici possibili si mostrano infezioni come otiti, faringiti, bronchiti, diarrea, atrofia villosa, colite ulcerosa ed enterite segmentaria. Si riscontra un'associazione con altre malattie come tiroidite, forme di anemia, celiachia e alcuni sindromi (come la sindrome di Sjögren).

## Diagnosi
Per indicare l'esistenza del deficit di IgA, i livelli sierici devono essere inferiori ai 50 µg/dL, di molto inferiori ai valori normali di 2-4 mg/dL. Per calcolarli si utilizzano alcune tecniche: l'immunodiffusione radiale o la nefelometria (una particolare metodica ottica di analisi).

## Terapia
Vengono trattate le infezioni, occorre fare attenzione alle trasfusioni.

## Prognosi
La prognosi dipende dalle manifestazioni correlate, in assenza di complicanze è buona.